# Hormonized
Hormonized è il quarto album del gruppo rockabilly italiano The Hormonauts, pubblicato nel 2006 dalla V2 Records. Il disco viene pubblicato a distanza di due anni da Hormone Airlines (2004), sempre sotto l'etichetta indipendente V2. L'unico singolo estratto da Hormonized è My Sharona, cover dei The Knack.

## Tracce
1. Lucky Toy
2. A Bundle of Fun
3. My Sharona
4. Top of the World
5. Greasy Black Hands
6. Swimming Pool
7. Hormonized
8. Just Drive
9. Hatuey
10. Shit Faced
11. Hormonette
12. Any Normal Super Hero

## Formazione
- Andy MacFarlane - voce, chitarra
- Sasso Battaglia - contrabbasso
- Mattia De Paola - batteria